# Miltons dromen
Miltons dromen is een Belgische stripreeks die begonnen is in oktober 2005 met Frédéric Féjard en Sylvain Ricard als schrijvers en Martin Leclerc als tekenaar.

## Albums
Alle albums zijn geschreven door Frédéric Féjard en Sylvain Ricard, getekend door Martin Leclerc.
1. Miltons dromen deel 1
2. Miltons dromen deel 2